# Kliefsloot

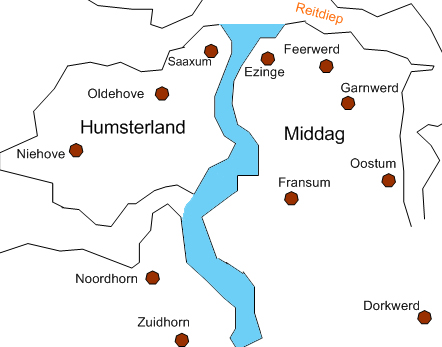
De Kliefsloot tussen 800 en 1000 na Chr.

De Kliefsloot is de huidige naam van een oude zee-inbraak ten noorden van Aduard in de provincie Groningen. De waterloop ontstond rond 800 na Chr. toen de zee ver doordrong in het noordelijke kustgebied. Middag en Humsterland werden daarbij eilanden. Het woord klief (ook kleef) is de plaatselijke benaming voor uitwateringssluis.

## Loop
De waterloop liep vanaf het Peizerdiep naar het westen om via de noordoostzijde van Aduard en de oostzijde van Den Ham af te buigen naar het noorden. Vervolgens stroomde het diep tussen Ezinge en Saaksum door om uiteindelijk uit te monden in het Reitdiep. Tussen Aduard en Den Ham kruiste het diep de Middagster Riet, die vervolgens langzaam dichtslibde ten noorden van de kruising en daardoor in tweeën werd gesplitst: Een zuidelijk deel dat vanvan de Oude Riet de Kliefsloot instroomde en een noordelijk deel dat ten noorden van de Kliefsloot naar het Reitdiep stroomde.

## Geschiedenis
Via de Kliefsloot werd het water uit de laaggelegen landen ten zuiden van Aduard afgevoerd naar de verbrede monding van het Reitdiep. In de loop van de eeuwen was het opslibbingsproces zover gevorderd dat in het zuidelijk deel maatregelen werden getroffen om de stagnerende afwatering te verbeteren. Dit werk is vermoedelijk al door de monniken van het klooster van Aduard gedaan. Vermoedelijk rond 1300  besloot men tot een meer radicale oplossing omdat de Kliefsloot steeds verder dichtslibde. Door de aanleg van het Aduarderdiep kreeg het Peizerdiep een goede verbinding met het Reitdiep. Bij Aduarderzijl werd een sluis aangelegd (zie ook Aduarderzijlvest). De voor de afwatering overbodig geworden Kliefsloot werd tussen Saaxum en Ezinge afgedamd en vanaf 1489 ingepolderd.